# Indiana Pacers 2019-2020
La stagione 2019-2020 degli Indiana Pacers è stata la 53ª stagione della franchigia e la 44ª nella NBA.
L'11 marzo 2020, la stagione NBA è stata interrotta per via della pandemia di COVID-19, dopo che il giocatore degli Utah Jazz Rudy Gobert è stato trovato positivo al virus.
Il 4 giugno, i Pacers, con la decisione da parte del NBA di terminare la stagione, entra a far parte delle 22 squadre qualificate e ancora in lotta per i playoff. 
Il campo allenatore Nate McMillan viene licenziato dopo 3 anni alla guida degli Indiana Pacers.

## Draft
| Giro | Scelta | Giocatore        | Ruolo | Nazionalità | Università/Squadra |
| ---- | ------ | ---------------- | ----- | ----------- | ------------------ |
| 1    | 18     | Goga Bitadze     | C     | Georgia     | Mega Belgrado      |
| 2    | 50     | Jarrell Brantley | AG    | Stati Uniti | CofC Cougars       |

## Roster
| \| Pos. \| Num. \| Naz. \| Nome \| Altezza \| Peso \| Data nascita \| Provenienza \| \| ---- \| ---- \| ------------------------------------------- \| --------------------- \| ------- \| ------ \| ------------ \| -------------------- \| \| AP \| 1 \| Stati Uniti (bandiera) \| Warren, T.J. \| 203 cm \| 100 kg \| 05–12–1993 \| North Carolina State \| \| G \| 7 \| Stati Uniti (bandiera) \| Brogdon, Malcolm \| 196 cm \| 97 kg \| 11–12–1992 \| Virginia \| \| G/AP \| 8 \| Stati Uniti (bandiera) \| Holiday, Justin \| 198 cm \| 82 kg \| 05–04–1989 \| Washington \| \| G \| 3 \| Stati Uniti (bandiera) \| Holiday, Aaron \| 185 cm \| 84 kg \| 30–09-1996 \| UCLA \| \| AG \| 24 \| Stati Uniti (bandiera) \| Johnson, Alize \| 206 cm \| 96 kg \| 22–04–1996 \| Missouri \| \| P \| 9 \| Stati Uniti (bandiera) \| McConnell, T.J. \| 188 cm \| 86 kg \| 25–03–1992 \| Arizona \| \| AG \| 22 \| Israele (bandiera) · Stati Uniti (bandiera) \| Leaf, T.J. \| 204 cm \| 104 kg \| 30–04–1997 \| UCLA \| \| AP \| 10 \| Stati Uniti (bandiera) \| Bowen, Brian (TW) \| 201 cm \| 86 kg \| 02–10–1998 \| La Lumiere HS \| \| AP \| 20 \| Stati Uniti (bandiera) \| McDermott, Doug \| 203 cm \| 99 kg \| 03–01–1992 \| Creighton \| \| G \| 4 \| Stati Uniti (bandiera) \| Oladipo, Victor \| 193 cm \| 95 kg \| 04–05–1992 \| Indiana \| \| AP \| 14 \| Stati Uniti (bandiera) \| Sampson, JaKarr \| 206 cm \| 94 kg \| 20–03–1993 \| St. John's \| \| G \| 15 \| Canada (bandiera) · Grecia (bandiera) \| Mitrou-Long, Naz (TW) \| 191 cm \| 98 kg \| 03–08–1993 \| Iowa State \| \| AG \| 11 \| Lituania (bandiera) \| Sabonis, Domantas \| 208 cm \| 114 kg \| 03–05–1996 \| Gonzaga \| \| P \| 5 \| Stati Uniti (bandiera) \| Sumner, Edmond \| 196 cm \| 85 kg \| 31–12–1995 \| Xavier \| \| C \| 33 \| Stati Uniti (bandiera) \| Turner, Myles \| 211 cm \| 116 kg \| 24–03–1996 \| Texas \| \| G \| 26 \| Stati Uniti (bandiera) \| Lamb, Jeremy \| 196 cm \| 84 kg \| 30–05–1992 \| Connecticut \| \| C \| 88 \| Georgia (bandiera) \| Bitadze, Goga \| 211 cm \| 114 kg \| 20–07–1999 \| Georgia \| | Allenatore - Nate McMillan Assistente/i - Bill Bayno - Dan Burke - Popeye Jones - David McClure (player development) Legenda - (C) Capitano - (FA) Free agent - (S) Sospeso - (TW) Contratto Two-way - (GL) Assegnato a squadra G League affiliata - Infortunato Roster • Transazioni · Ultima transazione: 29–09–2020 |                                             |                       |         |        |              |                      |
| Pos. | Num. | Naz.                                        | Nome                  | Altezza | Peso   | Data nascita | Provenienza          |
| AP | 1 | Stati Uniti (bandiera)                      | Warren, T.J.          | 203 cm  | 100 kg | 05–12–1993   | North Carolina State |
| G | 7 | Stati Uniti (bandiera)                      | Brogdon, Malcolm      | 196 cm  | 97 kg  | 11–12–1992   | Virginia             |
| G/AP | 8 | Stati Uniti (bandiera)                      | Holiday, Justin       | 198 cm  | 82 kg  | 05–04–1989   | Washington           |
| G | 3 | Stati Uniti (bandiera)                      | Holiday, Aaron        | 185 cm  | 84 kg  | 30–09-1996   | UCLA                 |
| AG | 24 | Stati Uniti (bandiera)                      | Johnson, Alize        | 206 cm  | 96 kg  | 22–04–1996   | Missouri             |
| P | 9 | Stati Uniti (bandiera)                      | McConnell, T.J.       | 188 cm  | 86 kg  | 25–03–1992   | Arizona              |
| AG | 22 | Israele (bandiera) · Stati Uniti (bandiera) | Leaf, T.J.            | 204 cm  | 104 kg | 30–04–1997   | UCLA                 |
| AP | 10 | Stati Uniti (bandiera)                      | Bowen, Brian (TW)     | 201 cm  | 86 kg  | 02–10–1998   | La Lumiere HS        |
| AP | 20 | Stati Uniti (bandiera)                      | McDermott, Doug       | 203 cm  | 99 kg  | 03–01–1992   | Creighton            |
| G | 4 | Stati Uniti (bandiera)                      | Oladipo, Victor       | 193 cm  | 95 kg  | 04–05–1992   | Indiana              |
| AP | 14 | Stati Uniti (bandiera)                      | Sampson, JaKarr       | 206 cm  | 94 kg  | 20–03–1993   | St. John's           |
| G | 15 | Canada (bandiera) · Grecia (bandiera)       | Mitrou-Long, Naz (TW) | 191 cm  | 98 kg  | 03–08–1993   | Iowa State           |
| AG | 11 | Lituania (bandiera)                         | Sabonis, Domantas     | 208 cm  | 114 kg | 03–05–1996   | Gonzaga              |
| P | 5 | Stati Uniti (bandiera)                      | Sumner, Edmond        | 196 cm  | 85 kg  | 31–12–1995   | Xavier               |
| C | 33 | Stati Uniti (bandiera)                      | Turner, Myles         | 211 cm  | 116 kg | 24–03–1996   | Texas                |
| G | 26 | Stati Uniti (bandiera)                      | Lamb, Jeremy          | 196 cm  | 84 kg  | 30–05–1992   | Connecticut          |
| C | 88 | Georgia (bandiera)                          | Bitadze, Goga         | 211 cm  | 114 kg | 20–07–1999   | Georgia              |

## Classifiche

### Central Division
| Central Division    | Central Division | Central Division | Central Division | Central Division | Central Division | Central Division | Central Division | Central Division |
| Squadra             | V                | S                | V%               | PR               | Casa             | Trasf            | Div              | PG               |
| ------------------- | ---------------- | ---------------- | ---------------- | ---------------- | ---------------- | ---------------- | ---------------- | ---------------- |
| z - Milwaukee Bucks | 56               | 17               | .767             | 0,0              | 30–5             | 26–12            | 13–1             | 73               |
| x - Indiana Pacers  | 45               | 28               | .616             | 11,0             | 25–11            | 20–17            | 8–7              | 73               |
| Chicago Bulls       | 22               | 43               | .338             | 30,0             | 14–20            | 8–23             | 7–9              | 65               |
| Detroit Pistons     | 20               | 46               | .303             | 32,5             | 11–22            | 9–24             | 5–10             | 66               |
| Cleveland Cavaliers | 19               | 46               | .292             | 33,0             | 11–25            | 8–21             | 4–10             | 65               |

### Eastern Conference
| Eastern Conference | Eastern Conference     | Eastern Conference | Eastern Conference | Eastern Conference | Eastern Conference | Eastern Conference |
| #                  | Squadra                | V                  | S                  | V%                 | PR                 | PG                 |
| ------------------ | ---------------------- | ------------------ | ------------------ | ------------------ | ------------------ | ------------------ |
| 1                  | z - Milwaukee Bucks *  | 56                 | 17                 | .767               | –                  | 73                 |
| 2                  | y - Toronto Raptors *  | 53                 | 19                 | .736               | 2,5                | 72                 |
| 3                  | x - Boston Celtics     | 48                 | 24                 | .667               | 7,5                | 72                 |
| 4                  | x - Indiana Pacers     | 45                 | 28                 | .616               | 11,0               | 73                 |
| 5                  | y - Miami Heat *       | 44                 | 29                 | .603               | 12,0               | 73                 |
| 6                  | x - Philadelphia 76ers | 43                 | 30                 | .589               | 13,0               | 73                 |
| 7                  | x - Brooklyn Nets      | 35                 | 37                 | .486               | 20,5               | 72                 |
| 8                  | x - Orlando Magic      | 33                 | 40                 | .452               | 23,0               | 73                 |
|                    |                        |                    |                    |                    |                    |                    |
| 9                  | Wash. Wizards          | 25                 | 47                 | .347               | 30,5               | 72                 |
| 10                 | Charlotte Hornets      | 23                 | 42                 | .354               | 29,0               | 65                 |
| 11                 | Chicago Bulls          | 22                 | 43                 | .338               | 30,0               | 65                 |
| 12                 | N.Y. Knicks            | 21                 | 45                 | .318               | 31,5               | 66                 |
| 13                 | Detroit Pistons        | 20                 | 46                 | .303               | 32,5               | 66                 |
| 14                 | Atlanta Hawks          | 20                 | 47                 | .299               | 33,0               | 67                 |
| 15                 | Cleveland Cavaliers    | 19                 | 46                 | .292               | 33,0               | 65                 |

## Mercato

### Free Agency

#### Rookie
| Giocatore    | Contratto             | Provenienza   |
| ------------ | --------------------- | ------------- |
| Goga Bitadze | 2 anni - $5,7 milioni | Mega Belgrado |

### Scambi
| 20 giugno 2019 | Indiana Pacers Scelta 2º giro Draft 2021 (da Utah) Cash Consideration (da Utah)                                                                        | Utah JazzDraft rights per Jarrell Brantley (2019 #50) (da Indiana) Draft rights per Miye Oni (2019 #58) (da Golden State) |  |
| 20 giugno 2019 | G.S. Warriors Cash Considerations (da Utah) | |  |
| 6 luglio 2020  | Indiana PacersMalcolm Brogdon | Milwaukee BucksScelta 1º giro Draft 2020 Scelta 2º giro Draft 2021 Scelta 2º giro Draft 2025                              |  |
|                | | |  |
| 6 luglio 2020  | Indiana Pacers T.J. Warren (da Phoenix) Scelta 2º giro Draft 2022 (da Miami) Scelta 2º giro Draft 2025 (da Miami) Scelta 2º giro Draft 2026 (da Miami) | Phoenix SunsCash Considerations (da Indiana)                                                                              |  |
| 6 luglio 2020  | Miami Heat Draft rights per KZ Okpala (2019 #32) (da Phoenix)                                                                                          | |  |